# Coprothermobacterota
Coprothermobacterota, filo de único género Coprothermobacter, es una bacteria en forma de bastón fermentadora, proteolítica y termófila. Su tinción es gramnegativa, aunque su estructura es monodérmica (tipo grampositiva). El nombre proviene del griego kopros (estiércol) y thermos (caliente) debido a que primero fue encontrada en el estiércol y a que su temperatura óptima de crecimiento ronda los 55 °C.
Estudios genéticos del ARN 16S señalan que Coprothermobacterota conformaría la rama de mayor divergencia de todas las bacterias; a pesar de que anteriormente se clasificó en Firmicutes, familia Thermodesulfobiaceae. Sin embargo otros análisis filogenéticos han sugerido que están relacionados con otras bacterias termófilas del reino Thermotogati.